# Grenacheria bracteosa
Grenacheria bracteosa är en viveväxtart som först beskrevs av Rudolph Herman Scheffer, och fick sitt nu gällande namn av Carl Christian Mez. Grenacheria bracteosa ingår i släktet Grenacheria och familjen viveväxter. Inga underarter finns listade i Catalogue of Life.